# Alupar
A Alupar é uma holding de controle nacional privado que atua nos segmentos de geração e transmissão de energia elétrica, desenvolvendo e investindo em projetos de geração e transmissão no Brasil, Colômbia e Peru.

## História
Em 2000, a empresa controladora da Alupar iniciou as operações no segmento de transmissão de energia elétrica.
Em 2005, realizou a entrada para o segmento de geração de energia elétrica.
Em 2007 foi constituída a Alupar Investimento S.A. como holding de outras sociedades atuantes no setor de energia com foco em geração e transmissão de energia elétrica, através da reorganização desses ativos de energia do Grupo Alusa. Paulo Godoy assumiu a posição de CEO da Alupar no mesmo ano.
Em 2013, a holding realizou a primeira oferta pública inicial (IPO). A captação com o IPO foi de R$ 740,0 milhões de reais e os recursos foram utilizados para obtenção de novos empreendimentos.
Em 2021, a Alupar apresentou lucro líquido IFRS de R$ 1.115,4 milhões. É uma das maiores Companhias em termos de Receita Anual Permitida (RAP), e é a maior de controle nacional privado.

## Composição acionária
A composição acionária da Alupar é dividida entre a Guarupart, com 52% de participação da empresa e 48% pulverizado no mercado.

## Transmissoras de Energia
A Alupar possui atualmente 30 ativos de transmissão de energia, totalizando em 7.929 quilômetros de linhas de transmissão.
- ETEM
- ECTE
- ETSE
- ETEP
- ESDE
- EATE
- ERTE
- ENTE
- EBTE
- STN
- Transleste
- Transirapé
- Transudeste
- STC
- Lumitrans
- ETES
- TME
- ETVG
- TNE
- ELTE
- ETAP
- ETC
- TPE
- TCC
- ESTE
- TCE (Colômbia)
- TSM
- ETB
- EDTE
- AETE

## Geradoras de Energia
A Alupar atua no segmento de geração de energia elétrica por meio de UHEs, PCHs e parques eólicos.
- UHE São José - Ijuí
- UHE Foz do Rio Claro
- UHE Ferreira Gomes
- UHE La Virgen
- PCH Queluz
- PCH Lavrinhas
- PCH Morro Azul
- PCH Verde 08
- PCH Antônio Dias
- Parque Eólico Energia dos Ventos (Complexo Aracati)
- São João (eólico)
- Santa Régia (eólico)
- Pitombeira (solar)

## Localização
A Alupar está presente na América Latina, controlando empresas localizadas no Brasil, Colômbia e Peru.